# Bernd Ladwig
Bernd Ladwig (* 7. August 1966 in Köln) ist ein   Professor für Politische Theorie und Philosophie am Otto-Suhr-Institut (OSI) der Freien Universität Berlin.

## Berufsbiografie
Nach dem Abitur am offenen Gymnasium Weilheim studierte Ladwig von 1988 bis 1994 Politikwissenschaft am Otto-Suhr-Institut und schloss sein Studium mit einem Diplom der Note „sehr gut“ (1,0) ab. 1999 wurde er mit summa cum laude zum Dr. phil. an der Humboldt-Universität zu Berlin (bei Herfried Münkler) promoviert. Nach mehrjähriger Arbeit als wissenschaftlicher Mitarbeiter und Assistent an der Berlin-Brandenburgischen Akademie der Wissenschaften und an der Humboldt-Universität in Berlin sowie an der Otto-von-Guericke-Universität Magdeburg erhielt Ladwig Ende Dezember 2004 eine Juniorprofessur am Otto-Suhr-Institut der Freien Universität Berlin. Im Februar 2011 wurde die Juniorprofessur in eine W2-Professur umgewandelt.
Ladwig forscht vor allem zu Theorien der Gerechtigkeit und der Menschenrechte, zum Mensch-Tier-Verhältnis, zu Fragen von Migration und Staatsbürgerschaft sowie zu Zivilem Ungehorsam und Widerstand. Seit Juli 2006 ist er zudem Vertrauensdozent der Heinrich-Böll-Stiftung.

## Schriften (Auswahl)
- Mitarbeit beim Hrsg. Herfried Münkler: Furcht und Faszination: Facetten der Fremdheit. Akademie Verlag, Berlin 1997.
- Mitarbeit beim Hrsg. Herfried Münkler: Die Herausforderung durch das Fremde. Akademie Verlag, Berlin 1998.
- Gerechtigkeit und Verantwortung. Liberale Gleichheit für autonome Personen. Akademie Verlag, Berlin 2000.
- Moderne politische Theorie. Fünfzehn Vorlesungen zur Einführung. Wochenschau Verlag, Schwalbach i.T. 2009 (3., überarb. Auflage 2022, ISBN 978-3-8252-5831-3).
- mit Dirk Jörke (Hrsg.): Politische Anthropologie. Nomos Verlag, Baden-Baden 2009.
- Gerechtigkeitstheorien zur Einführung. Junius, Hamburg 2011.
- Die Politischen Theorien der Frankfurter Schule. Franz L. Neumann. in: Andre Brodocz, Gary S. Schaal (Hrsg.): Politische Theorie der Gegenwart I.. UTB.
- Politische Philosophie der Tierrechte. Suhrkamp, Berlin 2020.